# Trophée Abebe Bikila
Le trophée Abebe Bikila est un prix annuel remis par le New York Road Runners à des personnalités qui ont apporté une contribution significative à la course de fond. Le premier récipiendaire de ce prix est l'Américain Ted Corbitt en 1978. Le prix porte le nom du double vainqueur du marathon olympique, l’Éthiopien Abebe Bikila.       

## Palmarès
| Année | Athlète              | Pays             |
| ----- | -------------------- | ---------------- |
| 1978  | Ted Corbitt          | États-Unis       |
| 1979  | Emil Zátopek         | Tchécoslovaquie  |
| 1980  | Lasse Virén          | Finlande         |
| 1981  | Frank Shorter        | États-Unis       |
| 1982  | Mamo Wolde           | Éthiopie         |
| 1983  | Grete Waitz          | Norvège          |
| 1984  | Derek Clayton        | Australie        |
| 1985  | John Adelbert Kelley | États-Unis       |
| 1986  | Joan Samuelson       | États-Unis       |
| 1987  | Sohn Kee-chung       | Corée du Sud     |
| 1988  | Alberto Salazar      | États-Unis       |
| 1989  | Bill Rodgers         | États-Unis       |
| 1990  | Waldemar Cierpinski  | Allemagne        |
| 1991  | Alain Mimoun         | France           |
| 1992  | Ingrid Kristiansen   | Norvège          |
| 1993  | Rod Dixon            | Nouvelle-Zélande |
| 1994  | Juma Ikangaa         | Tanzanie         |
| 1995  | Fred Lebow           | États-Unis       |
| 1996  | Orlando Pizzolato    | Italie           |
| 1997  | Lisa Ondieki         | Australie        |
| 1998  | Rosa Mota            | Portugal         |
| 1999  | Tegla Loroupe        | Kenya            |
| 2000  | Khalid Khannouchi    | États-Unis       |
| 2001  | Rudolph Giuliani     | États-Unis       |
| 2002  | Allison Roe          | Nouvelle-Zélande |
| 2003  | Kathrine Switzer     | États-Unis       |
| 2004  | Stefano Baldini      | Italie           |
| 2005  | Mizuki Noguchi       | Japon            |
| 2006  | Paula Radcliffe      | Royaume-Uni      |
| 2007  | Non attribué         | Non attribué     |
| 2008  | Lornah Kiplagat      | Pays-Bas         |
| 2009  | Allan Steinfeld      | États-Unis       |
| 2010  | Paul Tergat          | Kenya            |
| 2011  | Germán Silva         | Mexique          |
| 2012  | Annulé               | Annulé           |
| 2013  | Rudin family         | États-Unis       |
| 2014  | Norbert Sander       | États-Unis       |
| 2015  | Haile Gebrselassie   | Éthiopie         |
| 2016  | Mary Wittenberg      | États-Unis       |
| 2017  | Meb Keflezighi       | États-Unis       |